# تشووو
تشووو (به بلغاری: Teshovo) یک منطقهٔ مسکونی در بلغارستان است که در شهرستان هاجیدیموفو واقع شده‌است.